# Брянский государственный инженерно-технологический университет
Бря́нский госуда́рственный инжене́рно-технологи́ческий университе́т — высшее учебное заведение Брянска. В состав университета входят 3 института и 1 факультет, военный учебный центр. Чемпионы 2 дивизиона чемпионата области по мини футболу сезона 2007 года.

## История университета
Высшее учебное заведение создано как лесотехнический институт на основе постановления СНК РСФСР от 2 июня 1930 года и решения Президиума ВСНХ РСФСР от 3 июля 1930 года. Занятия проводятся с 25 января 1931 года. В довоенные годы институт пережил несколько переименований, а именно: в 1933 году в Брянский лесной институт, в 1940 году в Брянский лесохозяйственный институт.
В годы Великой Отечественной войны 1941—1945 гг. институт вынужденно переведён в город Советск Кировской области, в котором располагался с конца августа 1941 года до освобождения Брянска от немецкой оккупации. Учебные занятия в старых стенах возобновились 19 июня 1944 года.
В 1960 году проведена реорганизация в многопрофильный политехнический вуз — Брянский технологический институт, на новой территории осуществлено строительство студенческого городка, включившего в себя учебный корпус, многоэтажное общежитие, стадион и столовую.
5 августа 1980 г. Брянский технологический институт был награжден орденом Трудового Красного Знамени.
В ходе дальнейшего развития в 1995 году Брянский технологический институт был переименован в Брянскую государственную инженерно-технологическую академию. В 2002 году проведены первые в истории учебного заведения альтернативные выборы ректора, в результате которых академию возглавил Микрин Владимир Игоревич.
В 2011 году академию возглавил Егорушкин Валерий Алексеевич.
16 июля 2015 года приказом Министерства образования и науки РФ вуз переименовали в федеральное государственное бюджетное образовательное учреждение высшего образования «Брянский государственный инженерно-технологический университет».

## Институты и факультеты

### Институт лесного комплекса, ландшафтной архитектуры, транспорта и экологии
Институт создан  в 2016 году на базе лесохозяйственного, механико-технологического и инженерно-технологического факультетов.
Директор института — кандидат наук, доцент Нартов Дмитрий Иванович.
Кафедры института:
- Кафедра ландшафтной архитектуры и садово-паркового строительства
- Кафедра лесного дела
- Кафедра транспортно-технологических машин и сервиса
- Кафедра общетехнических дисциплин и физики
- Кафедра лесного дела
- Кафедра промышленной экологии и техносферной безопасности

### Строительный институт
Институт создан на базе строительного факультета в 2016 году.
Директор института — канд. техн. наук, доцент Курбатская Наталья Александровна.
Кафедры института:
- Кафедра автомобильных дорог
- Кафедра графики и геодезии
- Кафедра производства строительных конструкций
- Кафедра строительного производства
- Кафедра строительных конструкций

### Инженерно-экономический институт
Институт создан на базе экономического факультета в 2016 году.
Директор института — доктор экономических наук, профессор Кулагина Наталья Александровна.
Кафедры института:
- Государственное управление, экономическая и информационная безопасность
- Кафедра информационных технологий
- Кафедра экономики и менеджмента
- Кафедра экономики, оценки бизнеса и бухгалтерского учета

### Факультет общенаучной подготовки и повышения квалификации
Факультет был создан  в 2016 году. Он объединил в себе общенаучные кафедры.
Декан факультета — канд. экон. наук, доцент Коньшакова Светлана Александровна.
Кафедры факультета:
- Кафедра математики
- Кафедра физвоспитания
- Кафедра философии, истории и социологии
- Кафедра русского и иностранных языков

## Военный учебный центр
Военный учебный центр при Брянском государственном инженерно-технологическом университете создан на основании Распоряжения Правительства Российской Федерации от 11 декабря 2021 года № 3551-р.
Военный учебный центр реализует обучение в целях подготовки граждан РФ по основным программам военной подготовки, реализуемым в ведущих военных вузах страны.

## Известные выпускники
- Богомаз, Александр Васильевич (род. 1961) — российский политик, депутат Госдумы РФ (2012—2014), губернатор Брянской области (с 2015).
- Дубровин, Вячеслав Анатольевич (род. 1949) — российский политик, депутат Государственной думы (2007—2011).
- Дьяченко, Иван Корнеевич (1924—2004) — майор Советской Армии, Герой Советского Союза (1945).
- Лебков, Евгений Дмитриевич  (1928—2005) — советский и российский поэт, писатель, Заслуженный лесовод РСФСР, член Союза российских писателей.
- Москвичев, Евгений Сергеевич (род. 1957) — депутат Государственной Думы.
- Писаренко, Анатолий Иванович (1929—2020) — советский и российский учёный-лесовод и хозяйственный деятель.
- Соболева, Елена Владимировна (род. 1982) — российская легкоатлетка, бегунья.
- Сорочкин, Владимир Евгеньевич  (1961—2021) — советский и российский поэт, писатель, глава областного отделения Союза писателей России (2007—2021).
- Сухарев, Олег Сергеевич (род. 1972) — российский экономист.
- Хесин, Михаил Яковлевич (род. 1948) — российский политический деятель, депутат ГД РФ пятого созыва.
- Чаплина, Валентина Семёновна (1921—2001) — русская поэтесса, прозаик, драматург.
- Шугар, Сергей Сергеевич (1937—2019) — советский деятель деревообрабатывающей промышленности, Герой Социалистического Труда (1974).